# Nội chiến Liban
Nội chiến Liban (tiếng Ả Rập: الحرب الأهلية اللبنانية - Al-Harb al-Ahliyyah al-Libnāniyyah) là một cuộc nội chiến nhiều mặt ở Liban, kéo dài năm 1975-1990 và hậu quả là có khoảng 120.000 người chết. Tính đến thời điểm năm 2012, có khoảng 76.000 người phải di tản trong Liban, vẫn chưa thể trở về quê hương. Ngoài ra cũng đã có gần một triệu người di cư khỏi Liban do hậu quả của chiến tranh.
Trước chiến tranh, Lebanon đã có nhiều giáo phái, với người Sunni và Kitô hữu đa số ở các thành phố ven biển, người Shia chủ yếu sinh sống ở phía nam và ở Beqaa về phía đông, và các nhóm dân miền núi đa phần là người Druze và người Kitô. Chính phủ Liban đã hoạt động dưới sự ảnh hưởng đáng kể của giới tinh hoa của Kitô hữu Maronite. Mối liên hệ giữa chính trị và tôn giáo đã được củng cố dưới sự ủy nhiệm của các chính quyền thực dân Pháp từ 1920-1943, và cấu trúc quốc hội thiên vị một vị trí hàng đầu cho những người Kitô. Tuy nhiên, quốc gia này có dân số Hồi giáo lớn và nhiều nhóm Liên Ả Rập và cánh tả đối lập với chính phủ thân phương Tây. Việc thành lập nhà nước Israel và sự dịch chuyển của một trăm ngàn người tị nạn Palestine tới Liban trong các cuộc di dân năm 1948 và 1967 góp phần thay đổi cán cân nhân khẩu có lợi cho người dân theo đạo Hồi. Chiến tranh lạnh đã ảnh hưởng mạnh mẽ làm cho Liban bị thêm chia rẽ, liên quan chặt chẽ với sự phân cực mà đã có trước cuộc khủng hoảng chính trị năm 1958, do người Maronite đứng về phía phương Tây trong khi các nhóm cánh tả và Liên Ả Rập đứng về phía các nước Ả Rập thân Liên Xô.
Giao tranh giữa các lực lượng Maronite và lực lượng Palestine (chủ yếu là từ Tổ chức Giải phóng Palestine) đã bắt đầu vào năm 1975, sau đó các nhóm cánh tả, Liên Ả Rập và Liban Hồi giáo đã thành lập một liên minh với người Palestine. Trong quá trình giao chiến, liên minh thay đổi nhanh chóng và khó lường trước. Hơn nữa, các cường quốc ngoại bang, chẳng hạn như Israel và Syria, đã tham gia vào cuộc chiến và chiến đấu bên cạnh các phe phái khác nhau. Các lực lượng gìn giữ hòa bình, chẳng hạn như lực lượng đa quốc gia ở Liban và UNIFIL, cũng đã đóng quân ở Lebanon.
Hiệp định Taif năm 1989 đã đánh dấu khởi đầu của sự kết thúc giao tranh. Vào tháng 1 năm 1989, một ủy ban do Liên đoàn Ả Rập chỉ định bắt đầu lập ra các giải pháp cho cuộc xung đột. Vào tháng 3 năm 1991, Quốc hội đã thông qua một luật ân xá tha thứ tất cả các tội phạm chính trị trước khi nó được ban hành. Tháng 5 năm 1991, các lực lượng dân quân đã giải thể, ngoại trừ tổ chức Hezbollah, trong khi Lực lượng vũ trang Liban bắt đầu xây dựng lại dần là tổ chức phi giáo phái lớn duy nhất của Lebanon. Các căng thẳng tôn giáo giữa người Sunni và Shia tuy nhiên vẫn còn tồn tại sau chiến tranh.